# John Tradescant
John Tradescant el joven (Meopham, Kent; agosto de 1608 - 22 de abril de 1662) fue un botánico, jardinero y coleccionista inglés.

## Vida y obra
Hijo del jardinero y coleccionista John Tradescant el viejo (v. 1570-1638), viajó a Virginia para confirmar la clasificación de ciertas plantas de EE. UU., como magnolias, Taxodium, Liriodendron, Polemoniaceae y las Aster.
Se enriqueció con el gabinete de curiosidades que heredó de su padre, gracias a adquisiciones hechas en América como el manto de ceremonias del jefe amerindio Powhatan.

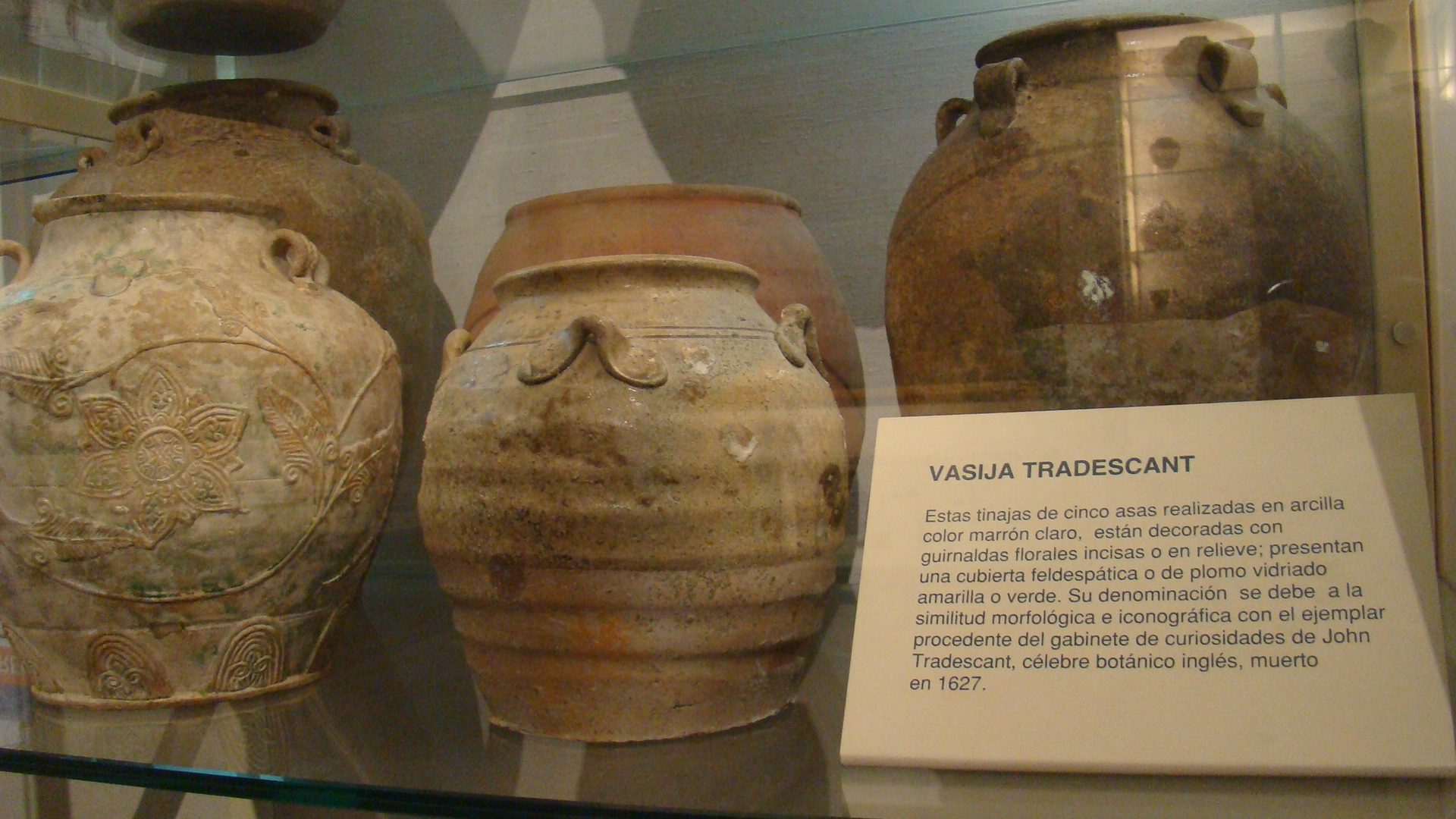
Vasija Tradescant. Museo Naval de Madrid. Similitud morfolígica e iconográfica procedente del gabinete de curiosidades

A la muerte de su padre, le sucede como jardinero jefe de los jardines del rey Carlos I de Inglaterra (1600-1649) y de la reina Enriqueta María de Francia. Esos jardines se sitúan en "Queen's House, Greenwich", y fueron diseñados por Íñigo Jones (1573-1652) entre 1638 y 1642. 
Preparó el catálogo de gabinete con el título de Musaeum Tradescantianum. Legó su gabinete y su biblioteca a Elias Ashmole (1617-1692), sirviendo de base para la creación del Museo Ashmolean de Oxford, donde las colecciones de los Tradescant se han conservado prácticamente intactas.
- La abreviatura «Trad.» se emplea para indicar a John Tradescant como autoridad en la descripción y clasificación científica de los vegetales.[2]